# Бивио Пратоле
Бивио Пратоле (итал. Bivio Pratole) је насеље у Италији у округу Салерно, региону Кампанија.
Према процени из 2011. у насељу је живело 2923 становника. Насеље се налази на надморској висини од 50 м.